# Tychy
Tychy (uitspraak: [ˈtɨxɨ], ong. tichi) (Duits: Tichau) is een stad in het Poolse woiwodschap Silezië. Het is een stadsdistrict en gelegen in het zuidelijke deel van het land. De oppervlakte bedraagt 81,62 km², het inwonertal 131.547 (2005).

## Geschiedenis
Archeologische vondsten op het kerkhof in het stadsdeel Cielmice duiden er op dat al sinds het paleolithicum het gebied al bewoond is. In het jaar 874 werd de omgeving deel van het Groot Moravische Rijk, na de ondergang in het jaar 985 kwam het gebied de Poolse hertog Mieszko I. Hierdoor werd het gebied vanaf 1025 onderdeel van het koninkrijk Polen.

## Verkeer en vervoer
- Station Tychy
- Station Tychy Miasto
- Station Tychy Urbanowice
- Station Tychy Zachodnie

## Cultuur

### Kunstgalerijen en musea
- Museum voor professionele miniatuurkunst Henryk Jan Dominiak in Tychy[1]

## Geboren
- August Kiß (1802-1865), Duits beeldhouwer
- Dariusz Grzesik (1966), voetballer
- Jakub Świerczok (1992), voetballer
- Arkadiusz Milik (1994), voetballer